# 彌永恭二郎
彌永 恭二郎（いやなが きょうじろう、1913年1月20日 - 2002年1月20日）は、日本の経営者。日本光学工業（現在のニコン）社長、会長を務めた。東京都出身。

## 経歴
1934年に東京帝国大学法学部法律学科を卒業し、同年に三菱銀行に入行。1965年5月に取締役に就任し、1967年11月には常務に就任。
1969年5月に日本光学工業副社長に就任し、1973年5月には社長に昇格。1979年6月に会長に就任し、1983年6月から相談役を務めた。
1983年4月に勲三等旭日中綬章を受章。
2002年1月20日心不全のために死去。89歳没。